# Holland's Leguer

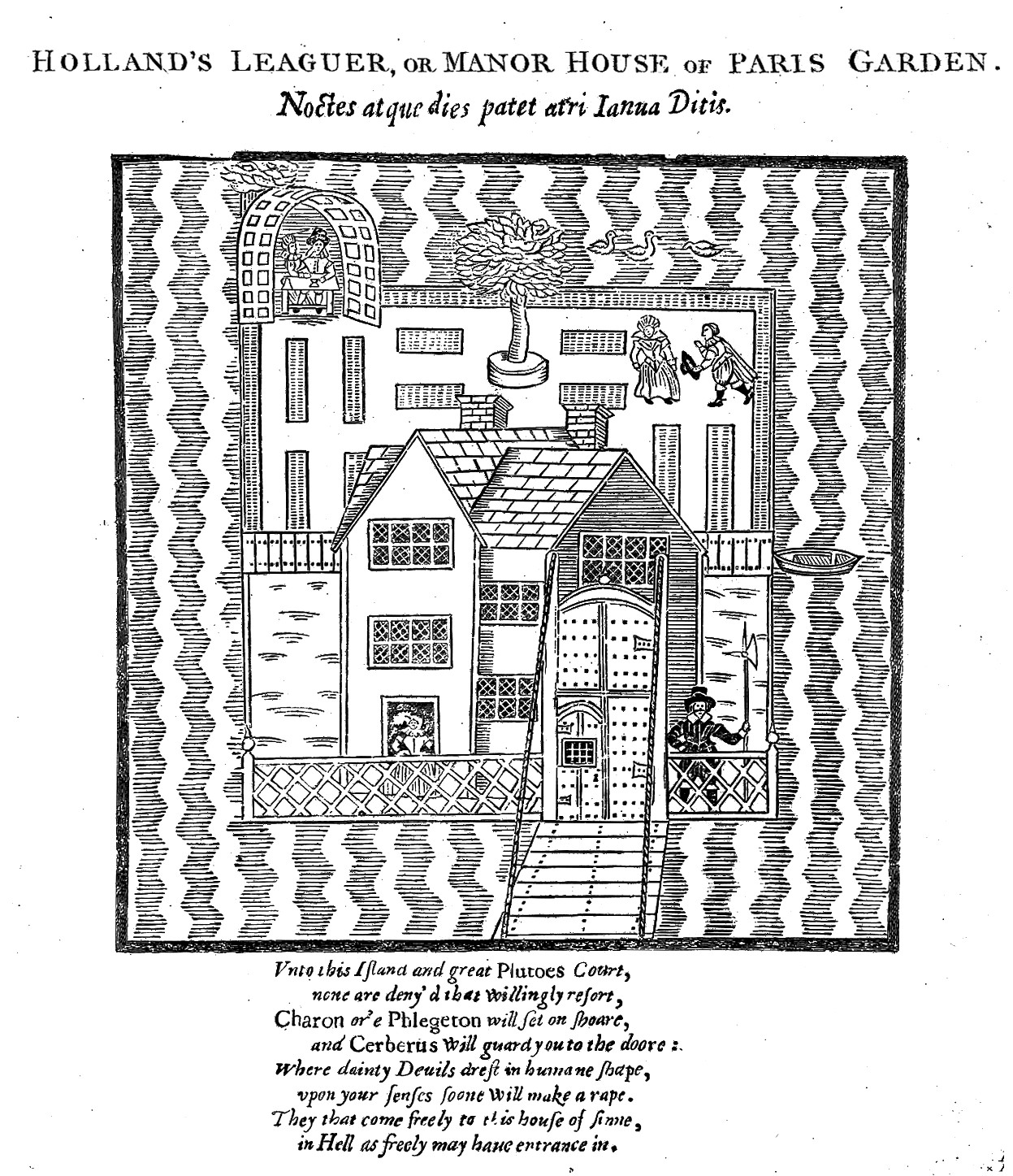
Holland's Leaguer

Holland's Leguer var en berömd engelsk bordell, verksam i London mellan 1603 och januari 1632. Den har kallats den mest berömda bordellen i 1600-talets England. 
Holland's Leguer beskrivs som en herrgårdsbyggnad i Old Paris Garden, Southwark vid Thames, omgiven av en vallgrav med en fungerande hängbrygga och fällgaller. Det var ett luxuöst etablissemang som räknade bland andra kung Jakob I av England och George Villiers, 1:e hertig av Buckingham, bland sina kunder. Bordellen sköttes och ägdes av Elizabeth "Bess" Holland. 
I december 1631 gav Karl I av England order om att bordellen skulle stängas och sände en trupp soldater dit för att fullfölja orden. Bess Holland lät då hissa upp vindbryggan så soldaterna föll ned i vallgraven, varpå de anställda tömde sina potter över dem. Bordellen var sedan belägrad i en månad, fram till januari 1632, då den stängdes och såldes. Belägringen skildrades i pamfletten Holland's Leguer av Nicholas Goodman, pjäsen Holland's Leguer av Shackerley Marmion, och balladen News from Holland's Leguer av Lawrence Price.